# پل فرمان
پل فرمان (انگلیسی: Paul Farman؛ زادهٔ ۱۱ فوریهٔ ۱۹۸۹) بازیکن فوتبال اهل بریتانیا است.
از باشگاه‌هایی که در آن بازی کرده‌است می‌توان به باشگاه فوتبال استیونج و باشگاه فوتبال بلیث اسپارتانس اشاره کرد.